# I. e. 311
Évszázadok: i. e. 5. század – i. e. 4. század – i. e. 3. század
Évtizedek: i. e. 360-as évek – i. e. 350-es évek – i. e. 340-es évek – i. e. 330-as évek – i. e. 320-as évek – i. e. 310-es évek – i. e. 300-as évek – i. e. 290-es évek – i. e. 280-as évek – i. e. 270-es évek – i. e. 260-as évek
Évek: i. e. 316 – i. e. 315 – i. e. 314 – i. e. 313 –  i. e. 312 – i. e. 311 – i. e. 310 – i. e. 309 – i. e. 308 – i. e. 307 – i. e. 306

## Események

### Makedón Birodalom
- Szeleukosz helyreállítja uralmát Babilóniában, ezenkívül Médiában és Elámban is.
- Ptolemaiosz megpróbálja elfoglalni Szíriát, de vereséget szenved Antigonosz fiától, Démétriosztól. Miután Antigonosz is megérkezik a tartományba, Ptolemaiosz visszavonul Egyiptomba.
- Szeleukosz növekvő hatalmától megriadva Antigonosz békét köt a többi diadokhosszal. Megállapodnak a meglévő határok megtartásában és szabadságot biztosítanak a görög városoknak. Ptolemaioszé marad Egyiptom, Lüszimakhoszé Trákia, Kasszandroszé a birodalom többi európai, Antigonoszé pedig az ázsiai része a Hellészpontosztól az Eufráteszig. A birodalom uralkodójának a kiskorú IV. Alexandroszt, Nagy Sándor fiát ismerik el. A harmadik diadokhosz háború véget ér.
- A békeszerződést hamarosan megsértik, Kasszandrosz és Ptolemaiosz újrakezdi az ellenségeskedést arra hivatkozva, hogy Antigonosz helyőrségeket hagyott a szabad görög városokban.

### Itália
- Szicíliában a pun Hamilcar a himeraszi csatában legyőzi Szürakuszai urát, Agathoklészt és ostrom alá veszi a várost.
- Rómában Caius Iunius Bubulcus Brutust és Quintus Aemilius Barbulát választják consulnak. A consulok felülbírálják az előző évi censust és a senatust régi összetételében hívják össze.
- A sorshúzásnál Iuniusnak jut a szamnisz háború: elfoglalja Cluviát és mivel a korábbi római helyőrséget halálra verték, minden felnőttet lemészároltat. Ezután elfoglalja a szamniszok fontos városát, Bovianumot. A zsákmányolni szétszóródott rómaiaknak a szamniszok csapdát állítanak, de ennek ellenére vereséget szenvednek.
- Az etruszk háborúban az etruszkok ostrom alá veszik Sutriumot. Aemilius consul a város felmentésére érkezik és döntetlen csatát vív az ellenséggel, amelyben mindkét fél súlyos veszteségeket szenved és hosszú időre táborukba vonulnak.[1]

## Fordítás
- Ez a szócikk részben vagy egészben  a(z)   311 BC című angol Wikipédia-szócikk ezen változatának fordításán alapul.  Az eredeti cikk szerkesztőit annak laptörténete sorolja fel. Ez a jelzés csupán a megfogalmazás eredetét és a szerzői jogokat jelzi, nem szolgál a cikkben szereplő információk forrásmegjelöléseként.